# De farvede revolutioner
De farvede revolutioner (nogle gange blot farvet revolution eller farverevolutioner) er et udtryk, der siden omkring 2004 er blevet brugt af verdensomspændende medier til at beskrive forskellige protestbevægelser, der har været ledsaget af forsøg på regeringsskifter (både succesfulde og ikke-succesfulde forsøg på regimeskifte). Protestbevægelserne har fundet sted i det post-sovjetiske Eurasien i begyndelsen af det 21. århundrede – i landene i det tidligere Sovjetunionen og det tidligere Jugoslavien. Udtrykket er også blevet mere udbredt anvendt på flere andre protestbevægelser og revolutioner andre steder i verden, herunder i Mellemøsten, Asien-Stillehavsområdet og Sydamerika, som alle har fundet sted fra slutningen af 1980'erne til 2020'erne. Nogle iagttagere (såsom Justin Raimondo og Michael Lind) har kaldt begivenhederne for en revolutionær bølge, hvis oprindelse kan spores tilbage til People Power Revolution i 1986 (også kendt som "den gule revolution") i Filippinerne.
Nogle af disse bevægelser har haft en vis succes, eksempelvis; Forbundsrepublikken Jugoslaviens bulldozerrevolution (2000), Georgiens rosenrevolution (2003), Ukraines orange revolution (2004) og Kirgisistans tulipanrevolution (2005). I de fleste, men ikke alle, tilfælde blev et omstridt valgresultat efterfulgt af massive gadeprotester og krav om et retfærdigt valg/nyvalg. De førte til tilbagetræden eller væltning af de eksisterende regeringer, der af deres modstandere blev betragtet som autoritære. Nogle begivenheder er blevet kaldt "farverevolutioner", men adskiller sig fra ovenstående tilfælde i visse grundlæggende karakteristika, eksempelvis Libanons cederrevolution (2005) og Kuwaits blå revolution (2005).